# Björketorp
Ej att förväxla med Björketorps socken i Härryda kommun.
Björketorp är en tätort i Viskadalen i sydvästligaste delen av Västergötland, belägen drygt fyra mil sydväst om Borås och fyra mil nordost om Varberg.
Den har vuxit fram som stationssamhälle vid Viskadalsbanan som löper genom samhället, liksom riksväg 41. 
I Björketorp finns en pizzeria, en kiosk och några andra företag.

## Befolkningsutveckling
| Befolkningsutvecklingen i Björketorp 1960–2020                       | Befolkningsutvecklingen i Björketorp 1960–2020 | Befolkningsutvecklingen i Björketorp 1960–2020 | Befolkningsutvecklingen i Björketorp 1960–2020 | Befolkningsutvecklingen i Björketorp 1960–2020 |
| -------------------------------------------------------------------- | ---------------------------------------------- | ---------------------------------------------- | ---------------------------------------------- | ---------------------------------------------- |
|                                                                      |                                                |                                                |                                                |                                                |
| År                                                                   |                                                |                                                | Folkmängd                                      | Areal (ha)                                     |
| 1960                                                                 | 1960                                           |                                                | 337                                            |                                                |
| 1965                                                                 | 1965                                           |                                                | 426                                            |                                                |
| 1970                                                                 | 1970                                           |                                                | 444                                            |                                                |
| 1975                                                                 | 1975                                           |                                                | 439                                            |                                                |
| 1980                                                                 | 1980                                           |                                                | 430                                            |                                                |
| 1990                                                                 | 1990                                           |                                                | 417                                            | 60                                             |
| 1995                                                                 | 1995                                           |                                                | 445                                            | 61                                             |
| 2000                                                                 | 2000                                           |                                                | 403                                            | 61                                             |
| 2005                                                                 | 2005                                           |                                                | 438                                            | 61                                             |
| 2010                                                                 | 2010                                           |                                                | 467                                            | 60                                             |
| 2015                                                                 | 2015                                           |                                                | 514                                            | 100                                            |
| 2020                                                                 | 2020                                           |                                                | 572                                            | 103                                            |
| Anm.: sammanvuxen 2015 med småorten Holmåkra, Hallagärde och Surteby |                                                |                                                |                                                |                                                |